# 艾文·積及迅

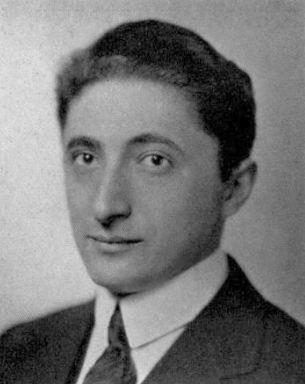

艾文·積及迅（英語：Edmund Jacobson，1888年8月22日—1983年）是美國的一位醫生，專長於內科及精神科，同時亦是一位病理學家。他從觀察病人面部肌肉的繃緊而發明了漸進放鬆法。直到現在，這套方法仍然用於指導要應乎身心壓力的人。此外，他亦是生物反饋法的始創者。

## 生平
艾文·積及迅在1888年8月22日於美國芝加哥出生。他的父親莫里斯·積及迅是一位在德國出生的實業家，母親叫芬妮。
1908年，當他在西北大學取得理學學士資格之後，積及迅轉往芝加哥大學就讀，並取得文學碩士及哲學博士資格。之後，他返回芝加哥，並在芝加哥大學的病理學系擔任助理。1915年，他在芝加哥大學取得醫學博士資格。

## 參看
- 漸進放鬆法

## 外部連結
- 香港教育城：學習漸進放鬆法